# Pleumeur-Gautier
Pleumeur-Gautier (en bretó Pleuveur-Gaoter) és un municipi francès, situat a la regió de Bretanya, al departament de Costes del Nord. L'any 1999 tenia 1.140 habitants.

## Demografia
| 1962                                       | 1968  | 1975  | 1982  | 1990  | 1999  |
| ------------------------------------------ | ----- | ----- | ----- | ----- | ----- |
| 1.364                                      | 1.391 | 1.250 | 1.161 | 1.171 | 1.140 |
| Des de 1962: població sense dobles comptes |       |       |       |       |       |

## Administració
| Període | Identitat          | Partit |
| ------- | ------------------ | ------ |
| 2001-   | Pierrick Gouronnec |        |